# فیرلی، نورث‌آیرشر
فیرلی (به انگلیسی: Fairlie) یک روستا در بریتانیا است که در ایرشر شمالی واقع شده‌است. فیرلی ۱٬۵۱۰ نفر جمعیت دارد.